# Conocephalus fasciatus
Conocephalus fasciatus är en insektsart som först beskrevs av De Geer 1773.  Conocephalus fasciatus ingår i släktet Conocephalus och familjen vårtbitare. Inga underarter finns listade i Catalogue of Life.

## Bildgalleri

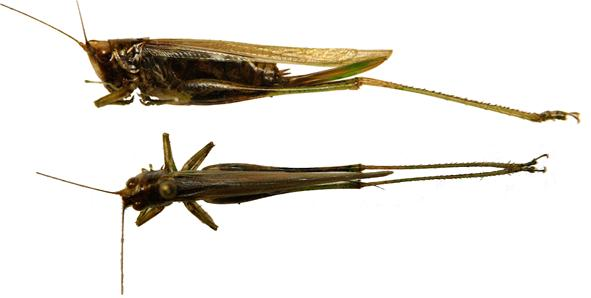
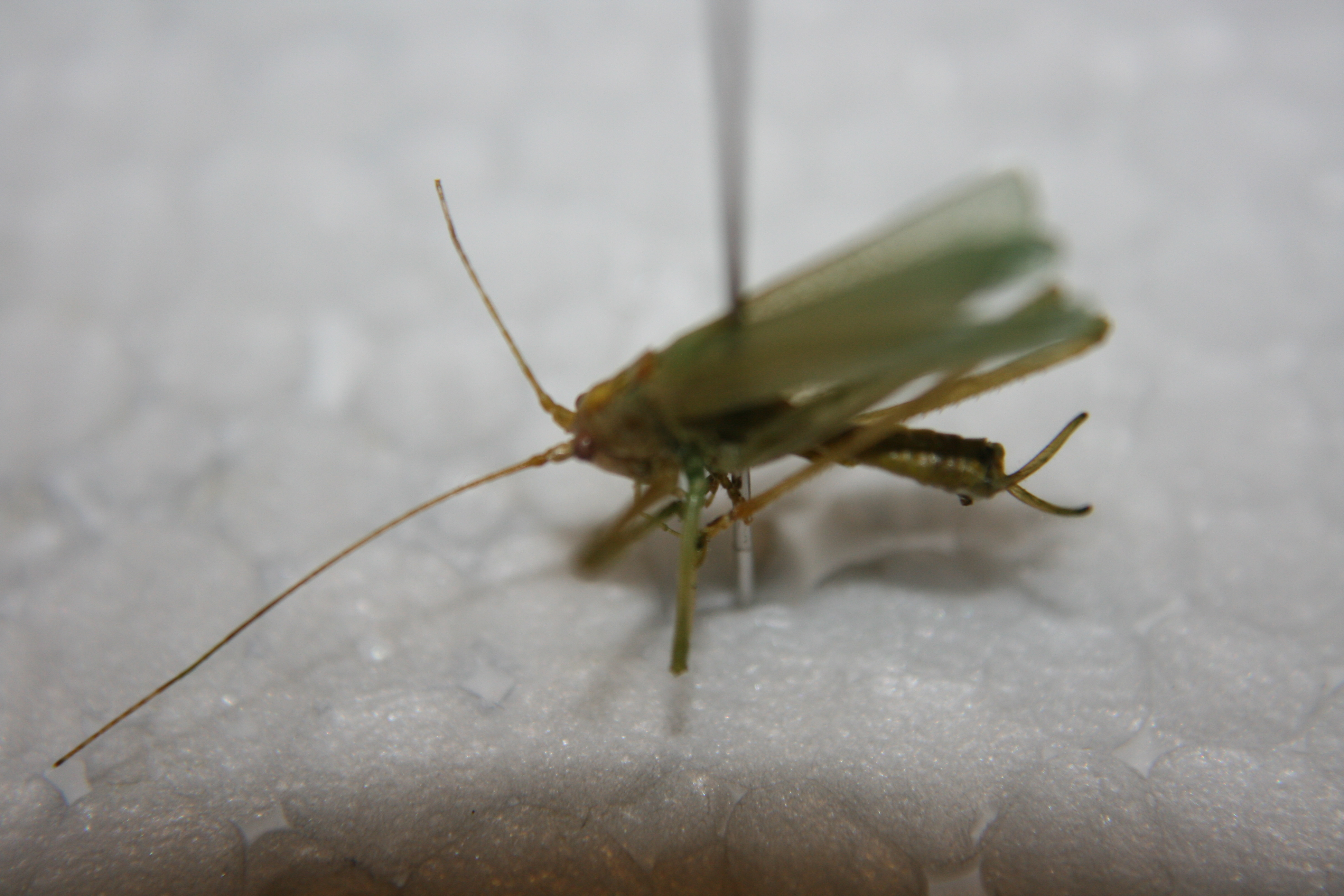